# سید محمد رضوی یزدی
سید محمد رضوی (زادهٔ ۱۳۳۱ در قم) نمایندهٔ حوزهٔ انتخابیهٔ یزد و صدوق در دورهٔ ششم مجلس شورای اسلامی بوده‌است. وی پیش‌تر در دورهٔ سوم نیز عضو این مجلس بود.